# Mimoceps
Mimoceps is een geslacht van wantsen uit de familie van de Miridae (Blindwantsen). Het geslacht werd voor het eerst wetenschappelijk beschreven door Uhler in 1890.

## Soorten
Het genus is monotypisch en bevat alleen de volgende soort:

- Mimoceps insignis Uhler, 1890